# Hofanlage Altenbrücker Straße 4
Die Hofanlage Altenbrücker Straße 4 in der niedersächsischen Stadt Osterholz-Scharmbeck-Pennigbüttel/Altenbrück im Landkreis Osterholz stammt aus der Mitte des 19. Jahrhunderts. Aktuell (2025) wird sie zum Wohnen genutzt.
Die Gebäude stehen unter Denkmalschutz (siehe auch Liste der Baudenkmale in Osterholz-Scharmbeck).

## Geschichte und Beschreibung
Zwischen Wümme, Hamme und Oste liegt das Moorgebiet, das Moorkommissar Jürgen Christian Findorff als Leiter der Moorkolonisation des Teufelsmoores um 1760 urbar machte und aufsiedelte. Dabei entstand auch der Ort Altenbrück.
Die Hofanlage in der Hammeniederung besteht aus
- dem eingeschossigen giebelständigen Wohn- und Wirtschaftsgebäude als Zweiständer-Hallenhaus von 1870 (Inschrift) in Fachwerk mit Steinausfachungen, mit reetgedecktem Krüppelwalmdach und Niedersachsengiebel mit Uhlenloch und der Grooten Door mit Korbbogen,[2]
- der giebelständigen Scheune als Gefügebau von um 1870 mit vertikaler Verbretterung, reetgedecktem Walmdach und mit einer Querdurchfahrt.[3]

Das Landesdenkmalamt befand u. a.: „… Moorgebiet, das Moorkommissar Jürgen Christian Findorff als Leiter der Moorkolonisation um 1760 urbar machte und aufsiedelte. … der Bestand von sechs Wohn-/Wirtschaftsgebäuden mit Scheunen lässt sich an der Altenbrücker Straße 1–6 noch nachvollziehen.“
Zur Gruppe der denkmalgeschützten Gebäude zählen auch die benachbarten Hofanlage Altenbrücker Straße 1, die Hofanlage Altenbrücker Straße 5 und die Scheune Altenbrücker Straße 6.